# Hausermühle (Neunkirchen-Seelscheid)
Hausermühle ist ein Ortsteil der Gemeinde Neunkirchen-Seelscheid im Rhein-Sieg-Kreis.

## Lage
Hausermühle liegt südlich von Seelscheid. Nachbarorte sind Kotthausen im Westen, Hausen im Nordwesten, Gutmühle im Nordosten. Südlich liegt Niederwennerscheid.

## Geschichte
1830 ist die Wassermühle noch nicht erwähnt, 1845 ebenfalls nicht. 1888 gab sechs Bewohner in zwei Häusern.
Das Dorf gehörte bis 1969 zur Gemeinde Seelscheid.